# Livonir Ruschel
Livonir Ruschel (ur. 2 lipca 1979 w Dionísio Cerqueira) – brazylijski piłkarz występujący na pozycji napastnika.

## Życiorys
Seniorską karierę rozpoczynał w GE Glória. W 1998 roku przeszedł do Kawasaki Frontale. W 1999 roku został królem strzelców J.League Division 2. W 2000 roku został wypożyczony do FC Tokyo. W tym klubie zadebiutował w J.League Division 1, co miało miejsce 11 marca w wygranym 1:0 spotkaniu z Yokohama F. Marinos. Ogółem w barwach FC Tokyo rozegrał 29 meczów ligowych, zdobywając w nich 17 goli. Po zakończeniu sezonu został piłkarzem Urawa Reds. W tym klubie występował przez dwa lata, strzelając 17 bramek w 47 meczach. W sezonie 2003 grał w Shimizu S-Pulse, po czym przeszedł do Omiya Ardija. W 2004 roku awansował z tym klubem do J.League Division 1. W 2006 roku wrócił do Brazylii, wiążąc się umową z AA Ponte Preta. W barwach tego klubu zdobył 11 goli w 31 meczach Campeonato Brasileiro Série A, debiutując 6 maja w zremisowanym 1:1 spotkaniu z Santa Cruz FC. Po zakończeniu sezonu został piłkarzem Beitaru Jerozolima. W Ligat ha’Al rozegrał osiem spotkań, debiutując 27 stycznia 2007 roku w wygranym 2:0 meczu z FC Aszdod, i został w sezonie 2006/2007 mistrzem Izraela. Latem został zawodnikiem AD São Caetano, rozgrywając dla tego klubu 16 spotkań w Campeonato Brasileiro Série B. W pierwszej połowie 2008 roku grał w Sertãozinho FC, występując jednak tylko w Campeonato Paulista. W połowie roku przeszedł do Shonan Bellmare, w barwach którego występował przez jeden rok. Następnie został zawodnikiem Chapecoense.

## Statystyki ligowe
| Sezon         | Klub               | Liga                          | Mecze | Gole |
| ------------- | ------------------ | ----------------------------- | ----- | ---- |
| 1999          | Kawasaki Frontale  | J.League Division 2           | 30    | 17   |
| 2000          | FC Tokyo           | J.League Division 1           | 29    | 17   |
| 2001          | Urawa Red Diamonds | J.League Division 1           | 24    | 8    |
| 2002          | Urawa Red Diamonds | J.League Division 1           | 23    | 9    |
| 2003          | Shimizu S-Pulse    | J.League Division 1           | 20    | 6    |
| 2004          | Omiya Ardija       | J.League Division 2           | 24    | 8    |
| 2005          | Omiya Ardija       | J.League Division 1           | 25    | 7    |
| 2006          | AA Ponte Preta     | Campeonato Brasileiro Série A | 31    | 11   |
| 2006/2007 (w) | Beitar Jerozolima  | Ligat ha’Al                   | 8     | 1    |
| 2007          | AD São Caetano     | Campeonato Brasileiro Série B | 16    | 5    |
| 2008 (j)      | Shonan Bellmare    | J.League Division 2           | 7     | 5    |
| 2009 (w)      | Shonan Bellmare    | J.League Division 2           | 15    | 3    |